# Maxine Birker
Maxine Birker (* 24. Dezember 1989 in Bielefeld als Maxine Mittendorf) ist eine deutsche Fußballspielerin. Die Mittelfeldspielerin spielte bis 2010 für den Herforder SV, mit dem sie 2008 und 2010 in die 1. Bundesliga aufgestiegen ist.

## Werdegang
Im Alter von fünf Jahren sah Maxine Mittendorf ihrem älteren Bruder beim Fußballspielen zu. Sie war begeistert und wollte selber spielen. Daraufhin meldete sie ihr Vater Wolfgang Mittendorf, Ex-Profi bei Arminia Bielefeld, beim SV Häger an. Ihren männlichen Mannschaftskameraden lief sie schnell den Rang ab, so dass sie zur D-Jugend zu Arminia Bielefeld wechselte. Mit zwölf Jahren musste sie den Verein verlassen, weil sie nicht mehr mit Jungen in einer Mannschaft spielen durfte. Über die Zwischenstation VfL Theesen und SC Halle wechselte sie zum FC Gütersloh 2000, wo sie von ihrem Vater trainiert wurde.
Im Sommer 2005 wechselte sie zum Erstligisten FFC Heike Rheine. Nach nur einem Jahr kehrte sie nach Gütersloh zurück, da sie die langen Zugfahrten nach Rheine nicht mehr mit der Schule in Einklang bringen konnte. Ab 2007 lief sie für den Herforder SV auf und stieg 2008 und 2010 in die Bundesliga auf. Während der Saison 2010/2011 wurde ihr Vertrag aufgelöst, da sich Mittendorf auf ihre Berufsausbildung konzentrieren wollte.
Ab März 2012 spielte Mittendorf für den Westfalenligisten Arminia Bielefeld, wo sie seit 2014 spielende Co-Trainerin war. Mit der Arminia stieg Birker 2015 in die Regionalliga West und ein Jahr später in die 2. Bundesliga auf. Nach dem Abstieg im Jahre 2018 gelang ein Jahr später der direkte Wiederaufstieg. Die zu diesem Zeitpunkt schwangere Birker verließ am Saisonende die Arminia und setzt ihre Karriere ein halbes Jahr später bei ihrem Heimatverein SV Häger in der Kreisliga fort.
2004 debütierte sie in der U-15-Nationalmannschaft, ein Jahr später in der U-17-Nationalmannschaft. Am 26. September 2006 feierte sie ihr Debüt in der U-19-Nationalmannschaft. Im Spiel gegen Georgien erzielte sie innerhalb von nur zwanzig Minuten vier Tore.

## Leben
Birker ist verheiratet und brachte im Oktober 2019 ihr erstes Kind zur Welt.

## Erfolge
- Aufstieg in die Bundesliga 2008 und 2010